# 建成区
建成区（けんせい-く）は中華民国（台湾）台北市にかつて存在した区。当時は台北市で最小面積、最少人口の区であり、旧台北市政府の所在地であった。
前身は1922年（大正11年）の町名改正で設置された建成町である。1946年（民国35年）に建成町は上奎府町、下奎府町と統合され建成区が設置された。1990年（民国79年）に延平区と統合され大同区に再編された。